# Kościół katolicki w Japonii
Kościół katolicki w Japonii jest częścią powszechnego Kościoła katolickiego, kierowanego przez papieża. Liczy ok. 509 000 wiernych, co stanowi ok. 0,4% mieszkańców Japonii i daje temu krajowi 94. miejsce na świecie pod względem liczby katolików. Męskie duchowieństwo liczy ok. 1600 osób, z czego ok. 500 osób stanowią kapłani diecezjalni, a pozostałą część zakonnicy. Działa 848 parafii, zgrupowanych w trzech archidiecezjach oraz trzynastu diecezjach. Wszystkie japońskie diecezje należą do obrządku łacińskiego, popularnie zwanego rzymskokatolickim.

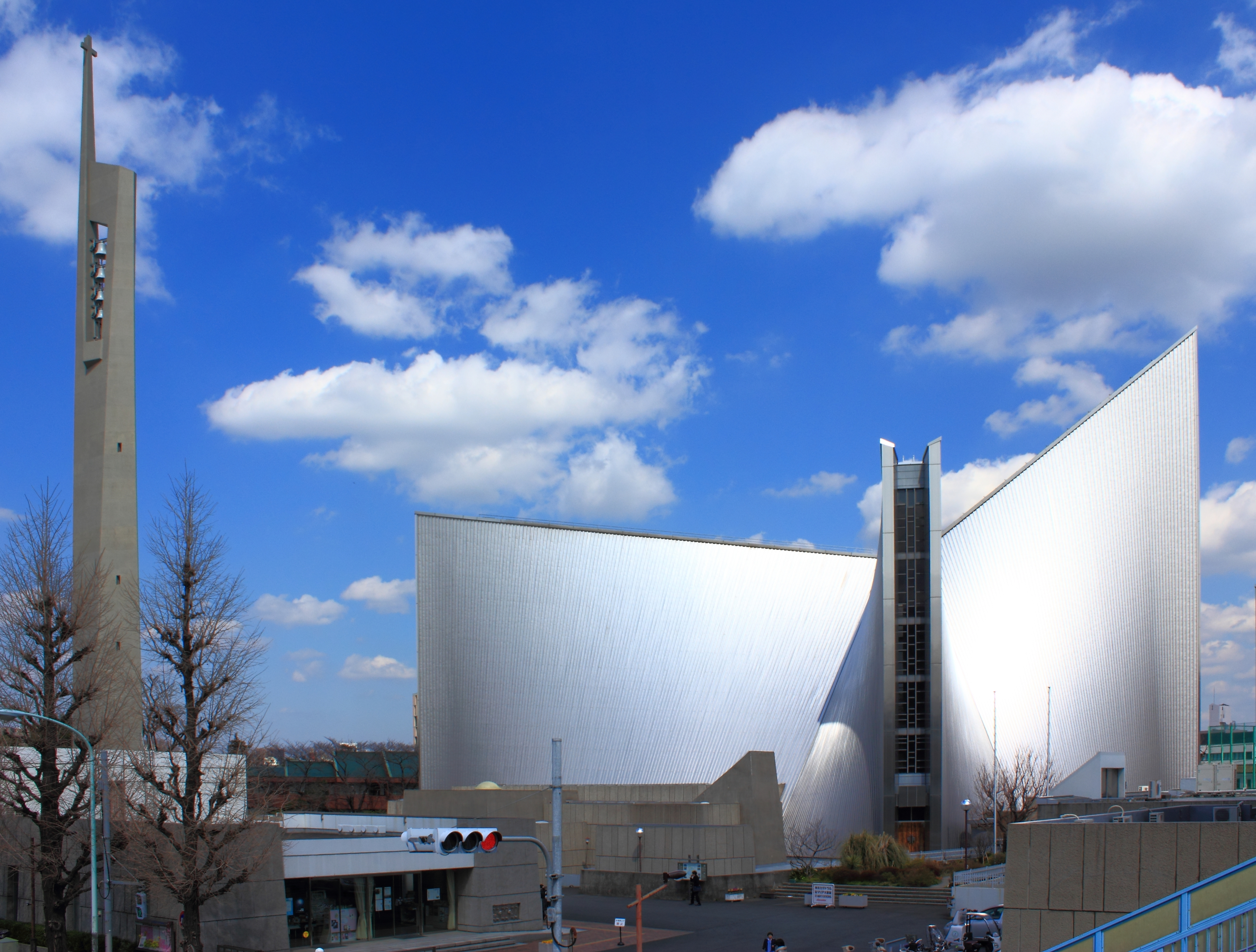
Katedra Najświętszej Marii Panny w Tokio

## Historia

### Początki
15 sierpnia 1549 św. Franciszek Ksawery wysiadł wraz z 2 duchownymi i 3 neofitami w japońskim porcie Kagoshima na wyspie Kiusiu. Święty głosił kazania w Hirado, Yamaguchi, Bungo i Funai i nawrócił około 3 tysięcy Japończyków, ale odmówiono mu wjazdu do Kioto i zobaczenia cesarza. 20 listopada 1551 święty opuścił Japonię i wyruszył do Chin. Duchowni katoliccy zwykle starali się konwertować na katolicyzm pana feudalnego (daimyō), a za jego przykładem podążali poddani. Tak przyjęli katolicyzm np. feudałowie Bunga, Arima i Omura. Konwersjom sprzyjało także negatywne nastawienie niektórych feudałów (np. Nobunaga Oda) wobec mnichów i klasztorów buddyjskich. W 1582 w Japonii było już ponad 200 000 wiernych i 250 kościołów. W ciągu kolejnych 10 lat misjonarze ochrzcili dalsze 65 000, co dało łącznie ok. 300 000 wiernych i 134 zakonników.

### Prześladowania antykatolickie
Siogunowie, początkowo pozytywnie nastawieni do chrześcijaństwa, zaczęli stopniowo podejrzewać misjonarzy o wrogie zamiary jak szpiegostwo i imperializm europejski. W końcu władze Japonii zakazały wyznawania chrześcijaństwa pod karą śmierci i zobowiązały całą ludność do przyjęcia buddyzmu lub shintō. Rozpoczęto okrutne prześladowania katolików japońskich, w tym masowe egzekucje, które miały działać odstraszająco. Kościół katolicki przestał istnieć jako organizacja, zniszczono wszystkie budynki kultowe, pisma religijne i przedmioty, związane z kultem. Na skutek prześladowań katolicyzm zanikł w Japonii, z wyjątkiem regionu Nagasaki, gdzie nadal duża grupa wyznawców praktykowała chrześcijaństwo w ukryciu- stąd ich nazwa kakure-kirishitan ("ukryci chrześcijanie").

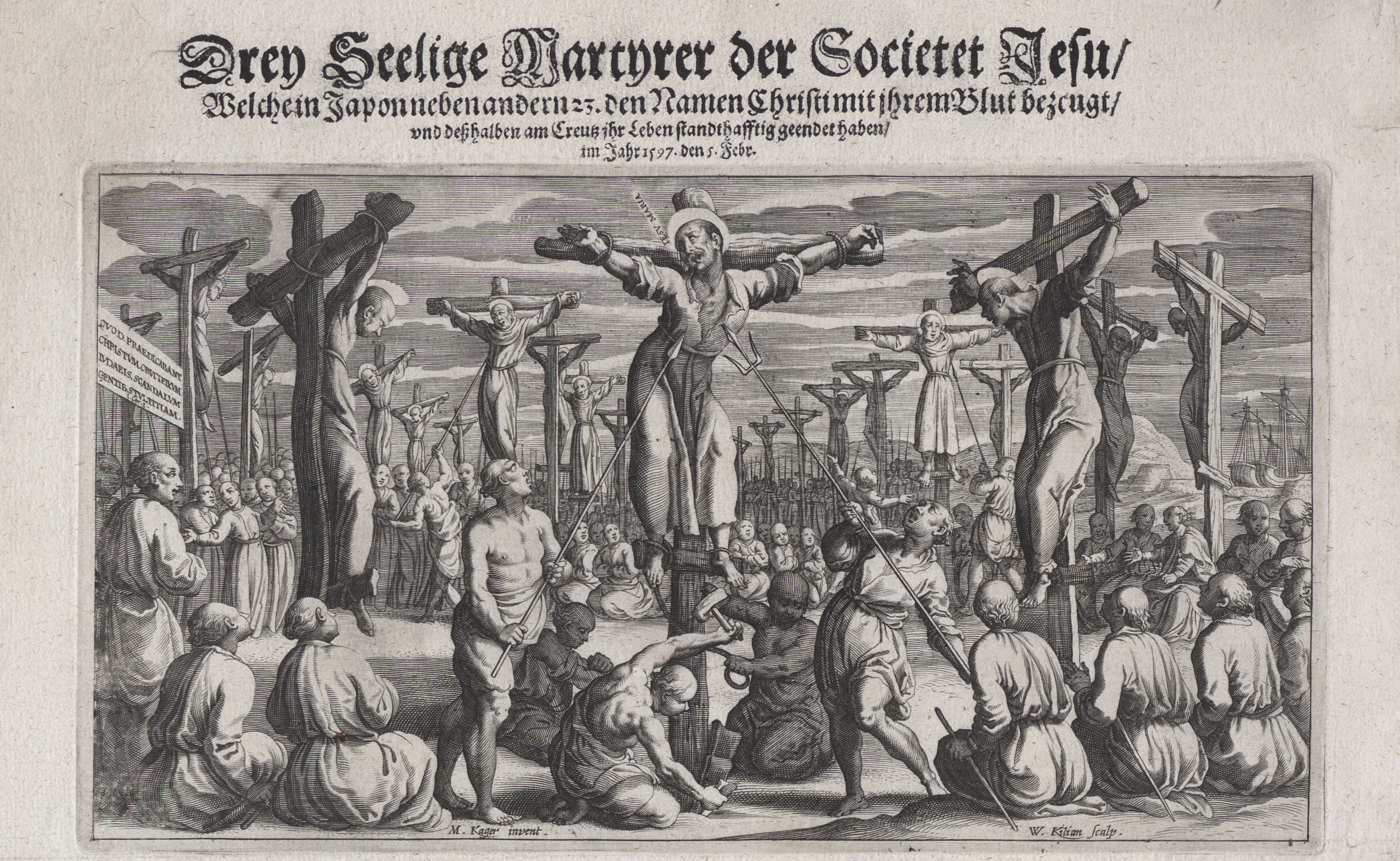
Męczennicy z Nagasaki, miedzioryt z 1628

"Ukryci chrześcijanie" schronili się na odległych wyspach (np. Gotō) i w trudno dostępnych wioskach. Tworzyli odizolowane wspólnoty, które pozbawione duchownych i pism katolickich i zmuszone do udawania wyznawców buddyzmu i shintō, stopniowo oddalały się od doktryny katolickiej (synkretyzm religijny), utrzymując jednak świadomość przynależności do chrześcijaństwa. W XVII wieku misjonarze katoliccy z Europy, mimo grożącej im za to śmierci, podejmowali próby przedostania się do Japonii, jednak wszyscy zostali tam pojmani i zabici lub zmuszeni do apostazji.

### Zakończenie prześladowań
Japonia pozostawała całkowicie zamknięta dla Kościoła rzymskokatolickiego do połowy XIX wieku. Dopiero od kwietnia 1844 na wyspę Okinawa zaczęli przybywać francuscy misjonarze katoliccy, którzy nie mieli jednak wstępu na główne wyspy japońskie. 8 października 1858 podpisano traktat między Francją a Japonią, który pozwalał na obecność misjonarzy i na budowę kościołów dla cudzoziemców w "otwartych portach" Japonii. W nowym kościele w Nagasaki (obecnie: Bazylika 26 męczenników japońskich) 17 marca 1865 po raz pierwszy po ponad 200 latach ujawniła się przed księdzem B. Petitjeanem grupa 15 "ukrytych chrześcijan", zapewniając go, że jest ich bardzo wielu, co najmniej 50 000. W 1866 ks. Petitjean został mianowany Wikariuszem Apostolskim Japonii. Jednak w lipcu 1867 wznowiono prześladowania; 40 000 wiernych z Urakami w pobliżu Nagasaki zostało zesłanych do różnych prowincji. Około jedna trzecia wygnańców zmarła lub nie wróciła.

### Odrodzenie katolicyzmu w Japonii
Dopiero w marcu 1873 (pod presją mocarstw europejskich i USA) w Japonii oficjalnie uznano chrześcijaństwo i zaczęto tolerować kult publiczny dla wszystkich.
W maju 1876 Japonia została podzielona na dwa Wikariaty Apostolskie, Południowy i Północny. Od 1878 misjonarze katoliccy rozpoczęli podróże misyjne po kraju, początkowo ograniczone, stopniowo obejmowały coraz większe obszary. W marcu 1888 utworzono Wikariat apostolski środkowej Japonii. Wreszcie 11 lutego 1889 Konstytucja Meiji uznała wolność sumienia i wyznania.
W 1890 odbył się w Nagasaki pierwszy synod biskupów Japonii. 15 czerwca tego samego roku została ustanowiona hierarchia kościelna z arcybiskupem Tokio i 3 sufraganami (biskupi Nagasaki, Osaki i Hakodate). Chociaż spadała liczba konwersji, to rozwijała się oświata katolicka, działalność charytatywna i wydawnicza, np. katolickie czasopismo "Kyoto Bambo".

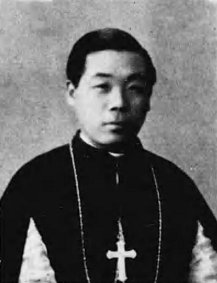
Paul Yoshigorō Taguchi (1902-1978), arcybiskup Osaki

### Zakony
W 1900 było w Japonii 62 694 katolików, w tym 93 zakonników i 389 zakonnic. Japońscy zakonnicy i zakonnice pochodzili przede wszystkim z dawnych "ukrytych chrześcijan" na Kiusiu. W 1888 przybyli do Japonii marianie i zajęli się głównie tworzeniem placówek edukacyjnych. W 1896 na Hokkaido przybyli trapiści i założyli tam gospodarstwa rolne, a w 1898 osiedlili się na Kiusiu. W 1905 na Sikoku osiedli dominikanie. Franciszkanie powrócili do Japonii w 1906 (Sapporo i Hakodate) i zajmują się edukacją. Werbiści przybyli w 1907 i również poświęcili się pracy w edukacji. W 1908 do Japonii po ponad 250 latach nieobecności powrócili jezuici i w 1913 w Tokio założyli Uniwersytet Sophia.
Najbardziej znanymi polskimi zakonnikami w Japonii byli franciszkanie: św. Maksymilian Kolbe, Zenon Żebrowski, Kornel Czupryk i Mieczysław Maria Mirochna, którzy działali w Nagasaki. Pierwszym polskim działającym w Japonii misjonarzem i zarazem pierwszym Polakiem, który dotarł na te wyspy był Wojciech Męciński herbu Poraj. W roku 1642 poniósł śmierć męczeńską w Nagasaki.

## Struktura

### Metropolia Nagasaki
- Archidiecezja Nagasaki
- Diecezja Fukuoki
- Diecezja Kagoshimy
- Diecezja Naha
- Diecezja Ōity

### Metropolia Osaki
- Archidiecezja Osaki
- Diecezja Hiroszimy
- Diecezja Kioto
- Diecezja Nagoi
- Diecezja Takamatsu

### Metropolia Tokio
- Archidiecezja Tokio
- Diecezja Niigaty
- Diecezja Saitamy
- Diecezja Sapporo
- Diecezja Sendai
- Diecezja Jokohamy